# Ђорђе Лазовић (фудбалер, 1992)
Ђорђе Лазовић (Ивањица, 16. новембра 1992) бивши је српски фудбалски голман. Тренутно је ангажован као тренер голмана у стручном штабу ивањичког Јавора.
После млађих узраста Јавора, Лазовић је наступао за кадетску и омладинску екипу Војводине. Са тим клубом је потписао и први уговор, док је по прикључењу првом тиму одлазио на позајмице нижелигашима Палићу и Дунаву из Старих Бановаца. Са непуних 20 година се вратио у Јавор, а затим наредне две сезоне као уступљени играч Војводине бранио за клуб из Ивањице у Суперлиги Србије. Након тога је био члан више клубова из Суперлиге Србије, док је после неколико година поново приступио матичном клубу. Био је члан младе репрезентације Србије.

## Каријера
Лазовић је фудбалом почео да се бави у родној Ивањици, где је био члан млађих узраста локалног Јавора. Са 16 година старости прешао је у редове новосадске Војводине и најпре био члан кадетске а затим и омладинске екипе тог клуба. Првом тиму прикључен је почетком 2010. године, а први део такмичарске 2010/11. провео је на позајмици у Палићу, члану Српске лиге Војводине. Током наредне календарске године остао је при првом тиму Војводине, а затим је на пролеће 2012. уступљен Дунаву из Старих Бановаца. Нешто касније, исте године, поново је приступио матичном Јавору, за који је наредне две сезоне наступао такође под уговором са Војводином. У Суперлиги Србије дебитовао је на отварању другог дела такмичарске 2012/13. против Црвене звезде. Услед повреде до тада стандардног чувара мреже Јавора, Милорада Николића, Лазовић се усталио у постави на наредних неколико утакмица. На следећој утакмици, са екипом Смедерева сачувао је гол своје екипе, што је учинио и на првој утакмици полуфинала Купа Србије када је Јавор победио Јагодину минималним резултатом. После одласка Милорада Николића, Лазовић је наредну сезону започео као први голман екипе и задужио дрес са бројем 1, док му је као алтернатива доведен Дарјан Матовић.
Лазовић је лета 2014. године прешао у суботички Спартак. Како је клубу приступио са последицама повреде из претходне сезоне, Лазовић у конкуренцији Будимира Јаношевића и Николе Мирковића није наступао на званичним сусретима. Тако је наредне године постао члан Пролетера из Новог Сада. Ту је био један од тројице чувара мреже уз Емила Роцкова и Немању Бузаџију. На конференцији за медије средином фебруара 2016, Лазовић је представљен међу појачањима ОФК Београда у зимском прелазном року. У том клубу задржао се до септембра исте године. Лазовић је након тога неко време био без клуба, док је наредне године потписао за Партизан и током календарске 2017. углавном био четврта опција. Након Партизана потписао је за нишки Раднички где је био део екипе током другог дела такмичарске 2017/18. По завршетку сезоне је раскинуо уговор, после чега је краћи период провео у редовима Колубаре.
У Јавор се вратио почетком 2019. године, те је током пролећног дела такмичарске 2018/19. у Првој лиги Србије, где је био један од четворице голмана у првом тиму, уз новопридошлог Немању Јеврића, Немању Јеверичића и омладинца Добривоја Поледицу. Бранио је на последња два сусрета у сезони, против Металца из Горњег Милановца, као и Радничког 1923 из Крагујевца. После одласка Јеверичића, а затим и Јеврића који је претходно био стандардни чувар мреже, Лазовић је прилику да брани у континуитету добио код тренера Игора Бонџулића од септембра 2019. У 12. колу такмичарске 2020/21. у Суперлиги Србије Лазовић је одбранио пенал Мирку Иванићу те је означен као најзаслужнији појединац за нерешен резултат без погодака против првопласиране Црвене звезде. У интервјуима које је дао за медије након тога, Лазовић је рекао да је на недостатак утакмица у претходним клубовима утицао сплет разних околности, попут чињенице да су тимови углавном већ били формирани, а да је за конкуренте имао више искусних чувара мреже. Током лета 2021. је наспустио Јавор. У фебруару 2022. Лазовић је приступио екипи Радничког 1923 из Крагујевца. У Јавор се вратио по одласку из тог клуба.

## Репрезентација
Лазовић је позиван у младу репрезентацију Србије код селектора Радована Ћурчића у периоду од 2013. до 2014. године.

## Статистика

### Клупска
Ажурирано 3. децембра 2023.
|                                 |          |                       |    |   |   |   |   |   |   |   |     |   |  |  |
| Војводина                       | 2009/10. | Суперлига Србије      | 0  | 0 | 0 | 0 | — | — | — | — | 0   | 0 |  |  |
| Војводина                       | 2010/11. | Суперлига Србије      | 0  | 0 | 0 | 0 | — | — | — | — | 0   | 0 |  |  |
| Војводина                       | 2011/12. | Суперлига Србије      | 0  | 0 | 0 | 0 | 0 | 0 | — | — | 0   | 0 |  |  |
| Војводина                       | Укупно   | Укупно                | 0  | 0 | 0 | 0 | 0 | 0 | — | — | 0   | 0 |  |  |
|                                 |          |                       |    |   |   |   |   |   |   |   |     |   |  |  |
| Палић (позајмица)               | 2010/11. | Српска лига Војводина | 4  | 0 | — | — | — | — | — | — | 4   | 0 |  |  |
|                                 |          |                       |    |   |   |   |   |   |   |   |     |   |  |  |
| Дунав Стари Бановци (позајмица) | 2011/12. | Српска лига Војводина | 11 | 0 | — | — | — | — | — | — | 11  | 0 |  |  |
|                                 |          |                       |    |   |   |   |   |   |   |   |     |   |  |  |
| Јавор Ивањица (позајмица)       | 2012/13. | Суперлига Србије      | 7  | 0 | 1 | 0 | — | — | — | — | 8   | 0 |  |  |
| Јавор Ивањица (позајмица)       | 2013/14. | Суперлига Србије      | 11 | 0 | 0 | 0 | — | — | — | — | 11  | 0 |  |  |
|                                 |          |                       |    |   |   |   |   |   |   |   |     |   |  |  |
| Спартак Суботица                | 2014/15. | Суперлига Србије      | 0  | 0 | 0 | 0 | — | — | — | — | 0   | 0 |  |  |
|                                 |          |                       |    |   |   |   |   |   |   |   |     |   |  |  |
| Пролетер Нови Сад               | 2015/16. | Прва лига Србије      | 0  | 0 | 0 | 0 | — | — | — | — | 0   | 0 |  |  |
|                                 |          |                       |    |   |   |   |   |   |   |   |     |   |  |  |
| ОФК Београд                     | 2015/16. | Суперлига Србије      | 0  | 0 | — | — | — | — | — | — | 0   | 0 |  |  |
| ОФК Београд                     | 2016/17. | Прва лига Србије      | 0  | 0 | — | — | — | — | — | — | 0   | 0 |  |  |
| ОФК Београд                     | Укупно   | Укупно                | 0  | 0 | — | — | — | — | — | — | 0   | 0 |  |  |
|                                 |          |                       |    |   |   |   |   |   |   |   |     |   |  |  |
| Партизан                        | 2016/17. | Суперлига Србије      | —  | — | — | — | — | — | — | — | —   | — |  |  |
| Партизан                        | 2017/18. | Суперлига Србије      | —  | — | — | — | — | — | — | — | —   | — |  |  |
| Партизан                        | Укупно   | Укупно                | 0  | 0 | 0 | 0 | 0 | 0 | — | — | 0   | 0 |  |  |
|                                 |          |                       |    |   |   |   |   |   |   |   |     |   |  |  |
| Телеоптик (позајмица)           | 2016/17. | Српска лига Београд   | 0  | 0 | — | — | — | — | — | — | 0   | 0 |  |  |
|                                 |          |                       |    |   |   |   |   |   |   |   |     |   |  |  |
| Раднички Ниш                    | 2017/18. | Суперлига Србије      | 0  | 0 | — | — | — | — | — | — | 0   | 0 |  |  |
|                                 |          |                       |    |   |   |   |   |   |   |   |     |   |  |  |
| Колубара                        | 2018/19. | Српска лига Београд   | 0  | 0 | 0 | 0 | — | — | 0 | 0 | 0   | 0 |  |  |
|                                 |          |                       |    |   |   |   |   |   |   |   |     |   |  |  |
| Јавор Ивањица                   | 2018/19. | Прва лига Србије      | 2  | 0 | — | — | — | — | — | — | 2   | 0 |  |  |
| Јавор Ивањица                   | 2019/20. | Суперлига Србије      | 24 | 0 | 1 | 0 | — | — | — | — | 25  | 0 |  |  |
| Јавор Ивањица                   | 2020/21. | Суперлига Србије      | 37 | 0 | 1 | 0 | — | — | — | — | 38  | 0 |  |  |
| Јавор Ивањица                   | 2021/22. | Прва лига Србије      | 2  | 0 | 0 | 0 | — | — | — | — | 2   | 0 |  |  |
|                                 |          |                       |    |   |   |   |   |   |   |   |     |   |  |  |
| Раднички 1923 Крагујевац        | 2021/22. | Суперлига Србије      | 0  | 0 | — | — | — | — | — | — | 0   | 0 |  |  |
|                                 |          |                       |    |   |   |   |   |   |   |   |     |   |  |  |
| Јавор Ивањица                   | 2022/23. | Суперлига Србије      | 0  | 0 | 0 | 0 | — | — | — | — | 0   | 0 |  |  |
| Јавор Ивањица                   | Укупно   | Укупно                | 83 | 0 | 3 | 0 | — | — | — | — | 86  | 0 |  |  |
|                                 |          |                       |    |   |   |   |   |   |   |   |     |   |  |  |
| Каријера                        | Каријера | Каријера              | 98 | 0 | 3 | 0 | 0 | 0 | 0 | 0 | 101 | 0 |  |  |
|                                 |          |                       |    |   |   |   |   |   |   |   |     |   |  |  |

## Збирни извори
1. ↑  [15][16][17][18][19][20][21][22]
2. ↑  [34][35][36][37][38]
3. ↑  [40][41][42][43][44][45]
4. ↑  [59][60][61][62][63][64]
5. ↑  [71][72][73][74][75][76][77][78]